# Junkers W 34
Junkers W 34 je bio njemački jednomotorni putnički i teretni avion. Razvijen je tijekom 1920-ih a u redovnu službu ušao je 1926. godine. Putnička inačica je uz pilota mogla prevesti još 5 putnika. Avion je dizajniran na osnovi Junkersa W 33 a njegov nasljednik je Junkers Ju 46.

## Proizvodnja i korištenje
Junkers W 34 je proizveden u mnogim različitim inačicama. Za civilno tržište proizvedeno je oko 1.000 aviona dok je pod licencom Ratnog zrakoplovstva Nacističke Njemačke i Luftwaffea izrađeno još 2.024 aviona (hi i hau inačice). Jedinična cijena je bila između 65.000 i 70.400 RM
31. siječnja 1944. Luftwaffe je još uvijek imao u službi 618 W 34hi i 516 W 34haus aviona koji su se većinom koristili u letačkoj školi. 
Junkers K.43 ("Bush Bomber") bio je često korišten tijekom rata za Chaco koji se od 1932. do 1935. godine vodio između Bolivije i Paragvaja.  
Kolumbijski ratno zrakoplovstvo koristilo je W 34 i K-43 u ratu protiv Perua 1932. i 1933. godine.
Švedsko ratno zrakoplovstvo koristilo je tri W 33/34 između 1933. i 1953. kao teretne i ambulantne avione, u početku pod vojnim oznakama Trp 2 i Trp 2A a kasnije pod oznakama TP 2 i TP 2A. Jedan avion sačuvan je do danas(SE-BYA).
26. svibnja 1929. Junkers W 34 be/b3e s Bristol Jupiter VII motorom postigao je tadašnji visinski rekord popevši se na 12.739 m (41.402 stopa). 

## Tehničke karakteristike (W 34hi landplane)
Osnovne karakteristike
- posada: 2
- kapacitet: 6 putnika
- dužina: 10,27 m
- raspon krila: 17,75 m
- površina krila: 43 m2
- visina: 3,53 m

Letne karakteristike
- najveća brzina: 265 km/h
- ekonomska brzina: 233 km/h
- dolet: 900 km
- brzina penjanja: 3,2 minute na visinu od 1.000 m
- najveća visina leta: 6.300 m
- motor: 1× BMW 132 radial engine